# Raniuszek amerykański
Raniuszek amerykański (Psaltriparus minimus) – gatunek małego ptaka z rodziny raniuszków (Aegithalidae). Występuje w Ameryce Północnej. Najmniejszy amerykański ptak wróblowy.

## Systematyka
Raniuszek amerykański został po raz pierwszy opisany w roku 1837 przez J.K. Townsenda, który po raz pierwszy obserwował ten gatunek przy rzece Kolumbia w maju 1835 roku. Początkowo nadał mu nazwę Parus minimus. W monotypowym rodzaju Psaltriparus, do którego obecnie należy, umieścił go Karol Lucjan Bonaparte w roku 1850. Podgatunki można podzielić na 3 grupy:
- występujące blisko wybrzeży Oceanu Spokojnego (saturatus, melanurus, californicus i grindae),
- zamieszkujący interior kontynentu podgatunek plumbeus,
- zasiedlające tereny na południu ogólnego zasięgu gatunku (melanotis, dimorphicus, iulus i personatus).

Miejsca występowania wyżej wymienionych grup pokrywają się w Kalifornii i Teksasie. George Burritt Sennett opisał także podgatunek lloydi w kanionie Limpia niedaleko Fort Davis w Teksasie, jednak ptaki te okazały się być mieszańcami podgatunków plumbeus i któregoś z tych, które również występują na południu w Teksasie. W Kalifornii, podgatunki plumbeus oraz nominatywny tworzą mieszańce z P. m. californicus przy wschodniej stronie gór Sierra Nevada. Obecnie wyróżnia się 10 podgatunków:
- P. minimus saturatus – południowo-zachodnia Kanada i północno-zachodnie Stany Zjednoczone
- raniuszek amerykański (P. minimus minimus) – wybrzeża zachodnich USA
- P. minimus melanurus – południowo-zachodnie USA i północna Kalifornia Dolna (płn.-zach. Meksyk)
- P. minimus grindae – południowa Kalifornia Dolna
- P. minimus californicus – od południowo-centralnego Oregonu do południowo-centralnej Kalifornii
- raniuszek szary (P. minimus plumbeus) – zachodnio-centralne i południowe USA oraz północno-centralny Meksyk
- P. minimus dimorphicus – południowo-centralne USA, północno-centralny Meksyk
- P. minimus iulus – zachodni i centralny Meksyk
- P. minimus personatus – południowo-centralny Meksyk
- raniuszek maskowy (P. minimus melanotis) – południowy Meksyk i Gwatemala

## Występowanie
Całkowity zasięg występowania raniuszka amerykańskiego szacowany jest na 2,68 mln km². Zasiedla głównie zachodnie Stany Zjednoczone i Meksyk. Występuje od Vancouver poprzez Wielką Kotlinę, niziny i pogórza Kalifornii aż do południowego Meksyku i Gwatemali. W USA pospolicie występuje w Kalifornii, lokalnie Idaho i południowy Oregon. Rzadszy w Utah i Arizonie. W Nevadzie zasiedla wschodnią stronę gór Sierra Nevada.

### Środowisko
Występuje w otwartych terenach leśnych z dębami, lasach sosnowo-jałowcowych, górskich lasach z drzewami z rodzaju Cercocarpus (różowate), przyrzecznych zagajnikach, zboczach porosłych osiką i bylicą oraz ogrodach z krzewami. W regionie Arizony może zasiedlać nieco suchsze tereny. Często odwiedzają także tereny podmiejskie i parki. W trakcie zimy ptaki z terenów górskich mogą schodzić na niższe tereny, jednak generalnie jest to ptak osiadły. Spotykany na wysokościach 1200–3600 m n.p.m.

## Morfologia
Najmniejszy amerykański ptak z podrzędu śpiewających (Oscines). Od występujących w Ameryce Północnej gatunków sikor raniuszka amerykańskiego odróżniają małe rozmiary – mierzy 10–11 cm – i długi ogon. Dorosłe osobniki są szare, z wierzchu szarooliwkowe, z małym dziobem. Pióra okrywające uszy brązowe, głowa szara z wierzchu. U podgatunków z wybrzeży występuje brązowa czapeczka. Dorosłe samice mają jasne oczy, pozostałe osobniki ciemnobrązowe. Nogi i dziób cechuje kolor czarny. Masa ciała samic jest większa niż samców – około 6,1 g, u osobników męskich wynosi ona około 5,5 g. Długość ciała samców to ok. 11 cm, samicy 10,75 cm. Młode osobniki podobne do dorosłych, jedynie osobniki występujące na południowym zachodzie mają czarną plamkę na piórach okrywowych w okolicach uszu. U samic barwa tęczówki zmienia się na jasną kilka tygodni po opierzeniu się. Rozpiętość skrzydeł wynosi 18 cm.
Gatunkami podobnymi do Psaltriparus minimus są: sikora górska (Poecile gambeli), żółtoliczek (Auriparus flaviceps), sikora brunatna (Poecile rufescens), sikora kalifornijska (Baeolophus inornatus), sikora mysia (Baeolophus ridgwayi), siwuszka ciemnobrewa (Polioptila caerulea), mysikrólik złotogłowy (Regulus satrapa) oraz sikora jasnoskrzydła (Poecile atricapillus).

## Zachowanie
Raniuszek amerykański porusza się lotem falistym z nagłymi uderzeniami skrzydeł. Jest ptakiem towarzyskim, porusza się w stadach liczących około 40 ptaków. W trakcie szukania pożywienia skryty. Żywi się głównie małymi owadami i pająkami, ale zjada także oliwki z drzew z rodzaju Olea, nasiona wierzb z rodzaju Salix i jagody. Żeruje na zewnętrznych gałęziach krzewów i drzew, często zawisając głową w dół.

### Głos
Ptaki w stadzie utrzymują kontakt głosowy. Śpiew to cienkie, brzęczące, szczebioczące sir-r-r-rrrrr.

## Lęgi
Ptaki zaczynają formować pary późnym styczniem lub wczesnym lutym. Także w lutym para dokonuje wyboru miejsca na gniazdo. Terytorium ma powierzchnię 1,4 ha (14 000 m²). Gniazdo mieści się zazwyczaj na wysokości 2–3,5 m, na drzewie lub krzewie, np. daglezji zielonej, żarnowcu miotlastym, głogu (rodzaj Crataegus), świerku sitkajskim, olszy Alnus rubra, klonie okrągłolistnym, brzozach, żywotniku olbrzymim, krzewie Holodiscus discolor, jeżynie z gatunku Rubus spectabilis i dereniu z gatunku Cornus nuttallii. Budowa gniazda o masie ok. 28 g zajmuje ptakom 13–51 dni, jednak ze względów pogodowych może się przedłużyć. Przypomina ono długą skarpetę o długości 20–25 cm. Budulec stanowią porosty, zielony mech, pajęczyny, trawy oraz włosie, rzadko także sznurki i papier. Wnętrze wysłane jest miękką materią roślinną i piórami.
Zazwyczaj w jednym lęgu jest 5–7 jaj, choć znajdywano także lęgi liczące ich po 14–15. Prawdopodobnie nie były złożone przez jedną samicę. Są barwy białej, bez wzorów i plamek, z małym połyskiem lub bez połysku. Przeciętne wymiary to 13,7 na 10,1 mm. Okres inkubacji to około 12 dni. Rozpoczyna się od złożenia ostatniego jaja lub dzień wcześniej. Wysiadują zarówno samiec, jak i samica. Pisklęta po wykluciu są nagie i mają zamknięte oczy, które otwierają się do siódmego dnia. Młode przebywają w gnieździe 14–15 dni.

## Status
IUCN uznaje raniuszka amerykańskiego za gatunek najmniejszej troski (LC, Least Concern) nieprzerwanie od 1988 (stan w 2020). Organizacja Partners in Flight szacuje liczebność populacji na 3,2 miliona dorosłych osobników. Trend liczebności populacji uznawany jest za stabilny.